# Alexandre de Paphius
Alexandre de Paphius (en llatí Alexander, en grec Ἀλέξανδρος) fou un escriptor grec sobre temes de mitologia que va viure en una data incerta. Eustaci d'Epifania (ad Hom. Od. x. pp. 1658) parla d'Alexandre com la seva font.